# Tochapestana
Tochapestana é um duo musical formado em 2004 por Gonçalo Tocha e Dídio Pestana.
Musicalmente, o grupo centra a sua identidade no cruzamento e fusão de géneros poucas vezes combinados, desde a música de festas e arraiais populares, passando, entre outras, por influências assumidas do hard rock, do punk, da chanson francesa, ou do pop de Cabo Verde .

## História
O duo nasceu em 2004, no âmbito da residência artística "Casa Gorila" em Alcobaça, na altura com o nome temporário de "Rapazes Dourados". A colaboração entre Dídio Pestana e Gonçalo Tocha começara, no entanto, em 1999, quando eram ambos alunos do curso de Língua e Cultura Portuguesa da Faculdade de Letras da Universidade de Lisboa. Aí, entre outros projectos, fundaram as bandas Malina e Lupanar, esta última com Ana Bacalhau, Carlos Vann, Jan Peuckert, José Pedro Leitão e Tiago Rebelo . Para além dos projectos musicais, o duo colaborou também em diversas bandas sonoras para teatro e cinema, bem como em três dos filmes realizados por Gonçalo Tocha (Balaou, É na Terra não é na Lua, Torres e Cometas  ).
Entre 2004 e 2006, o duo percorreu diversos palcos portugueses, em diversos tipos de espaços, passando por discotecas, associações culturais e festas dos Santos Populares em Lisboa , pela Fábrica da Cerveja em Faro e pela Festa da Cereja no Fundão, onde apresentaram o espectáculo Supermix, que deu origem a um disco de edição de autor, com a colaboração de Mário Gomes .
Em 2007, Dídio Pestana emigra para Berlim e dá-se também a internacionalização do grupo . Já nesse ano, actuam em três clubes da capital alemã . No ano seguinte, continuam em actividade nos dois países, apresentando-se de novo, entre outros eventos, no entretanto tradicional concerto da noite de Santo António em Lisboa , nas Festas da Nossa Senhora da Aldeia da Ponte e em vários espaços berlinenses. Entre 2009 e 2011, as actuações decorrem principalmente em Portugal, em Lisboa, Porto, Serpa, Fundão e na Concentração Motard de Faro .
Entre 2012 e 2013, Tochapestana dedicam-se à gravação do seu primeiro álbum oficial, Música Moderna , lançado em 2014, na discoteca Musicbox , em Lisboa e no Plano B , no Porto. O lançamento do álbum é acompanhado por uma nova digressão que passa também por Vigo, Abrantes, Torres Vedras e pelo Funchal.
A propósito do lançamento de Música Moderna, Tochapestana são convidados por Nuno Markl para o programa 5 para a Meia Noite , na RTP, e por Vanessa Augusto para o programa Poplusa , na RTP Internacional. Nesta altura, participam ainda num episódio do programa de rádio Prova Oral , de Fernando Alvim, na Antena 3.
Em 2015, é lançado o filme Música Moderna - Um disco-filme de Tochapestana, no festival de cinema IndieLisboa  . Para além de conter os telediscos das canções do álbum com o mesmo nome, o filme apresenta uma visão da carreira dos Tochapestana, com imagens de arquivo que datam desde a formação 2004 .
Ainda em 2015, o duo volta ao estúdio, onde prepara um segundo álbum, Top Flop, que viria a ser lançado em 2017, após uma campanha de crowdfunding .

## Discografia
- Música Moderna (2014)
- Top Flop (2017)

## Filmografia
- Música Moderna - Um disco-filme de Tochapestana (2014)

## Colaborações
O álbum Música Moderna conta com as colaborações de Ana e Inês nos coros de "Baila Comigo" e de "Lisboa", de Ana e Chiara nos coros de "Lírico" e de "Plástico", e com a voz de Chiara em "Tara". No mesmo disco, Tochapestana gravam uma versão de "Pássaro Doido", de Dina , com a participação da cantora. Os concertos de apresentação do álbum contaram com a participação especial de Ana Bacalhau, de Dina e do Coro da Universidade de Lisboa.
Em 2016, Tochapestana integram o programa de Dinamite, dois concertos de homenagem e encerramento de carreira de Dina, a ter lugar em Março, no Teatro São Luiz, em Lisboa e no Rivoli, no Porto .